# Kadokawa Shoten
Kadokawa Shoten (角川書店 (Giác Xuyên Thư điếm)), trước đây là Kadokawa Shoten Co., Ltd. (株式会社角川書店 (Chu thức Hội Xã Giác Xuyên Thư điếm) Kabushiki gaisha Kadokawa Shoten), là một nhà xuất bản và tên thương hiệu của Tập đoàn Kadokawa, đặt trụ sở tại Tokyo, Nhật Bản. Kadokawa Shoten chấm dứt loại hình kabushiki gaisha của nó vào ngày 1 tháng 10 năm 2013 sau khi cùng với tám công ty khác sáp nhập thành các thương hiệu trực thuộc Tập đoàn Kadokawa. Từ những ngày đầu thành lập, công ty đã liên tục mở rộng phạm vi xuất bản của mình thành đa phương tiện (cụ thể là video game) và phim ảnh (Kadokawa Pictures). Kadokawa Shoten cũng phát hành nhiều tựa manga và tạp chí nổi tiếng, như Newtype. Ngày nay bộ phận kinh doanh trò chơi và phim ảnh của nó được chuyển giao cho các công ty con và thương hiệu khác của Tập đoàn Kadokawa.

## Lịch sử
Kadokawa Shoten thành lập vào ngày 10 tháng 11 năm 1945 bởi Kadokawa Genyoshi. Ấn hiệu đầu tiên của nó, Kadokawa Bunko, ra đời vào năm 1949. Năm 1975, Kadokawa Haruki trở thành giám đốc của Kadokawa Shoten, sau cái chết của Kadokawa Genyoshi. Ngày 1 tháng 4 năm 2003, Kadokawa Shoten đổi tên thành Kadokawa Holdings, trên cơ sở chuyển đổi mảng kinh doanh xuất bản thành Nhà xuất bản Kadokawa Shoten như một công ty con theo mô hình kabushiki gaisha. Ngày 1 tháng 7 năm 2006, công ty mẹ của nó đổi tên lần nữa thành Kadokawa Group Holdings và vào tháng 1 năm 2007, Kadokawa Group Holdings kế thừa bộ phận điều hành và tích hợp doanh nghiệp nội khối của Kadokawa Shoten. Mảng kinh doanh tạp chí được chuyển sang Kadokawa Magazine Group. Các bộ phận kinh doanh video game hợp nhất thành Kadokawa Games. Kadokawa Shoten chấm dứt loại hình kabushiki gaisha của nó vào ngày 1 tháng 10 năm 2013 sau khi cùng với tám công ty khác sáp nhập thành các thương hiệu trực thuộc công ty mẹ, lúc này đã đổi tên thành Tập đoàn Kadokawa.

## Tạp chí xuất bản
- .hack//G.U.: The World
- Asuka
- CIEL
- Comp Ace
- Comptiq
- Gundam Ace
- Kerokero Ace
- Monthly Ace Next (tạm ngưng)
- Newtype
- Shonen Ace
- The Sneaker
- Young Ace

## Manga xuất bản
- .hack//Legend of the Twilight
- Angelic Layer
- Baka and Test
- Basquash!
- Bio Booster Armor Guyver
- Black Rock Shooter
- Brain Powerd
- Bungou Stray Dogs
- Cardfight!! Vanguard
- Chrono Crusade
- Cloverfield/Kishin (prequel to movie)
- Cowboy Bebop
- Code Geass
- Cowboy Bebop: Shooting Star
- Deadman Wonderland
- Dragon Half
- Girls Bravo
- Escaflowne The movie: Girl In Gaya
- Escaflowne: The Series
- Eureka Seven
- Hakkenden
- Haruhi Suzumiya
- Highschool of the Dead
- Hyouka
- Hybrid Child
- Junjo Mistake
- Junjo Romantica: Pure Romance
- Kannazuki no Miko
- Kantai Collection
- Kemono Friends
- Kerberos Panzer Cop
- Legal Drug
- Love Stage!!
- Lucky Star
- Ludwig II
- Maoyū Maō Yūsha
- Marionette Generation
- Martian Successor Nadesico
- Mirai Nikki
- Miyuki-chan in Wonderland
- Multiple Personality Detective Psycho
- Neon Genesis Evangelion
- Nichijou
- Record of Lodoss War
- Rental Magica
- Romeo × Juliet
- Sekai-ichi Hatsukoi (The World's Greatest First Love)
- Sgt. Frog
- Shangri-La
- Shibuya Fifteen
- Shirahime-Syo: Snow Goddess Tales
- Slayers
- Sora no Otoshimono (Heaven's Lost Property)
- Steel Angel Kurumi
- Strider Hiryu
- Super Lovers
- Tenchi Muyo!
- The Kurosagi Corpse Delivery Service
- The One I Love
- The Vision of Escaflowne
- Tokumei Kakarichō Tadano Hitoshi
- Shin Tokumei Kakarichō Tadano Hitoshi
- Trinity Blood
- X
- Yamada Taro Monogatari
- Tokyo ESP

## Ấn hiệulight novel
- Kadokawa Beans Bunko
- Kadokawa Bunko CrossLove
- Kadokawa Gin no Saji Series
- Kadokawa Sneaker Bunko
- Kadokawa Ruby Bunko
- Kadokawa Tsubasa Bunko

## Liên quan đến trò chơi điện tử
Phát hành
- Abarenbou Princess
- Buile Baku (tên khác ở Europe là Detonator) (Phát triển bởi KAZe)
- Lunar: Silver Star Story Complete
- Lunar 2: Eternal Blue Complete
- Sorcerous Stabber Orphen
- Yōkai Buster: Ruka no Daibōken (tên khác ở North America là The Jetsons: Invasion of the Planet Pirates) (Phát triển bởi Sting)
- Lodoss Tou Senki (Developed by HummingBirdSoft) (Super Famicom) 1995
- Hippa Linda (tên khác ở North America là Stretch Panic and Freak Out in Europe) (Sony PlayStation 2) (Phát triển bởi  Treasure Co., Ltd.) 2001
- Sora no Otoshimono Forte: Dreamy Season (Nintendo DS) 2011
- Steins;Gate (PlayStation Portable) 2011
- Lollipop Chainsaw
- Killer is Dead
- Rodea the Sky Soldier (Nintendo Wii U) và (Nintendo 3DS)

Phát triển
- EbiKore+ Amagami (PlayStation Portable)
- Earth Seeker
- Sora no Otoshimono Forte: Dreamy Season (Nintendo DS) 2011
- Kantai Collection
- Natural Doctrine
- Demon Gaze
- Killer is Dead (Microsoft Windows)